# Anse-à-Galets
Anse-à-Galets (Kreyòl: Ansagalèt) is een stad en gemeente in Haïti met 62.500 inwoners. Het is de hoofdplaats van het arrondissement La Gonâve in het departement Ouest.
Er worden bananen en citrusvruchten verbouwd. Verder is er een vissershaven.

## Indeling
De gemeente bestaat uit de volgende sections communales:
| Nr. | Naam          | Km²    | Inw.2015 |
| --- | ------------- | ------ | -------- |
| 1   | Palma         | 61,96  | 2.555    |
| 2   | Petite Source | 69,45  | 51.557   |
| 3   | Grande Source | 43,43  | 2.131    |
| 4   | Grand Lagon   | 131,07 | 4.233    |
| 5   | Picmy         | 26,47  | 740      |
| 6   | Petite Anse   | 39,63  | 1.343    |